# Patricia Pepper
Patricia Pepper, née en 1936 à Colchester et morte le 25 juillet 2006, est une coureuse cycliste professionnelle britannique.
Patricia continue le cyclisme de compétition dans les catégories séniors. En juillet 2006, elle chute lors d'une compétition sur route à Cambridge et décéde une semaine plus tard à l'âge de 70 ans.

## Palmarès sur route
- 1962
  - 2e des championnats de Grande-Bretagne de cyclisme sur route
  - 14e de la course en ligne des championnats du monde de cyclisme sur route 1962
- 1963
  - 2e des championnats de Grande-Bretagne de cyclisme sur route
  - 5e de la course en ligne des championnats du monde de cyclisme sur route 1963
- 1964
  - 13e de la course en ligne des championnats du monde de cyclisme sur route 1964
- 1965
  - 11e de la course en ligne des championnats du monde de cyclisme sur route 1965
- 1967
  - 3e des championnats de Grande-Bretagne de cyclisme sur route
  - 19e de la course en ligne des championnats du monde de cyclisme sur route 1967
- 1969
  - 3e des championnats de Grande-Bretagne de cyclisme sur route
  - 15e de la course en ligne des championnats du monde de cyclisme sur route 1969
- 1970
  - 25e de la course en ligne des championnats du monde de cyclisme sur route 1970
- 1972
  - 3e des championnats de Grande-Bretagne de cyclisme sur route